# Юшкозерская ГЭС
Юшкозе́рская гидроэлектроста́нция — ГЭС на реке Юряхмя около деревни Юшкозеро в Карелии. Входит в Кемский каскад ГЭС.

## Общие сведения
Строительство ГЭС началось в 1971 г, закончилось в 1980 г. Пуск ГЭС был осуществлён 13 марта 1980 г.
Состав сооружений ГЭС:
- водосбросная бетонная плотина длиной 25,1 м;
- земляная русловая плотина длиной 133 м и наибольшей высотой 11,5 м;
- правобережная дамба длиной 172 м;
- левобережная дамба длиной 202,5 м;
- подводящий канал длиной 480 м;
- отводящий канал длиной 180 м;
- здание ГЭС деривационного типа длиной 51 м.

Мощность ГЭС — 18 МВт, среднегодовая выработка — 79 млн. кВт·ч. В здании ГЭС установлено 2 поворотно-лопастных гидроагрегата мощностью по 9 МВт, работающих при расчётном напоре 8,5 м.
Подпорные сооружения ГЭС (длина напорного фронта 450,6 м) образуют Юшкозерское водохранилище, включившее в себя озёра Верхнее, Среднее и Нижнее Куйто. Площадь водохранилища 655 км², полная и полезная ёмкость 1,566 и 1,254 км³. При создании водохранилища было затоплено 490 га сельхозугодий, перенесёно 491 строение. Водохранилище осуществляет многолетнее регулирование стока, повышая выработку нижележащих ГЭС каскада.
ГЭС спроектирована институтом «Ленгидропроект».
Юшкозерская ГЭС входит в состав ПАО «ТГК-1».